# Batalha de Andernach (876)

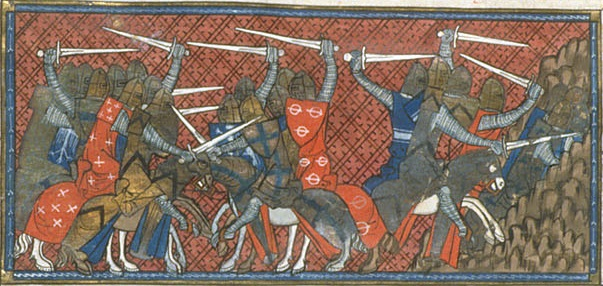
Miniatura da batalha de Andernach entre Carlos, o Calvo, e Luís, seu sobrinho. Imagem retirada da f. 231v de Chroniques de France ou de St Denis

A Primeira Batalha de Andernach entre o rei franco ocidental Carlos, o Calvo, e o rei franco oriental Luís, o Jovem, ocorreu em 8 de outubro de 876 perto de Kettig, a sudeste de Andernach e resultou na derrota completa de Carlos.

## Prelúdio
Luís III (o Jovem) era filho do rei franco oriental Luís, o Germânico, que dividiu o reino franco oriental entre seus filhos em 865. Luís, o Jovem, recebeu a maior parte da Frância Oriental, enquanto seus irmãos receberam a Baviera e o norte da Itália. No Tratado de Meersen, ele também ganhou a parte oriental da Frância Média. Carlos, o Calvo, rei da Frância Ocidental, havia tentado ocupar toda a Frância Média antes e só concordou com o tratado devido à pressão militar. Depois que Luís, o Germânico, morreu, Carlos novamente tentou estender a Frância Ocidental para o leste até o rio Reno. Para conseguir isso, ele conheceu seu sobrinho Luís, o Jovem, em Sinzig, mas Luís não concordou com os planos de Carlos.

## Batalha

Carlos então tentou conquistar o território na margem esquerda do rio Reno. Em 8 de outubro de 876, esta campanha culminou na batalha em uma planície perto de Andernach, que resultou em uma vitória decisiva para Luís e interrompeu todos os esforços de Carlos para conquistar a Frância Média. Carlos teve que fugir para a Itália e morreu quase exatamente um ano após a batalha em Avrieux, Saboia. Entre as vítimas da batalha estavam os condes Jerônimo e Raganar (Reginar) mortos e, como cativos, o conde Adalardo, o conde Bernardo Patas Peludas e Gauslino, bispo de Paris.
Como resultado da batalha, Andernach e a Renânia permaneceram parte da Frância Oriental e do Sacro Império Romano-Germânico, no qual a Frância Oriental evoluiu mais tarde. A fronteira permaneceu quase inalterada até o final da Idade Média. No Tratado de Ribemont, concluído por Luís, o Jovem, e os netos de Carlos, Luís III da França e Carlomano da França em 880, a Frância Oriental também ganhou a parte ocidental da Frância Média, incluindo a foz dos rios Reno, Maas e Escalda e as cidades de Metz, Sedan, Estrasburgo, Toul, Verdun, Cambrai e Antuérpia.